# Vedeha
Vedeha is een historisch merk van motorfietsen.
Nederlands merk van de gebroeders Van der Heijden uit 's-Hertogenbosch. Zij waren in de jaren zeventig importeur van Bultaco en brachten in 1973 een eigen crossmotor op de markt. Deze had een frame uit Reynolds 531-buis, een in rubber gelagerde achtervork en een Sachs-blok van 122 cc.